# Timbuctu (programma televisivo)
Timbuctu è stato un programma televisivo di genere documentaristico andato in onda su Rai 3 dal 2004 al 2006, condotto prima da Ilaria D'Amico e in seguito da Sveva Sagramola.